# 互联网哲学百科全书
《互联网哲学百科全书》（英語：Internet Encyclopedia of Philosophy，IEP）是一个哲学和哲学家主题的学术在线百科全书。网站由英语写成，其内容包含开放获取的出版物和同行評審的原始论文。贡献者通常是受邀的国际专家。

## 历史
为了提供更多关于哲学的学术信息，哲学家詹姆斯·菲泽于1995年创立了该网站，同时通过一个非营利组织运作。目前，网站的总编辑是哲学家詹姆斯·菲泽和布拉德利·道登，另有许多专题编辑及志愿者参与工作。2009年夏季，整个网站进行了重新设计，从静态HTML页面转移到开源平台WordPress。